# The Ravens
The Ravens fue un grupo vocal estadounidense R&B, formado en 1946 por Jimmy Ricks y Warren Suttles. Fueron uno de los cuartetos vocales más exitosos e influyentes de la época, y tuvieron varios éxitos en la lista de R&B a finales de la década de 1940 y principios de la de 1950.

## Historia
Jimmy "Ricky" Ricks nació en Adrian (Georgia) y luego creció en Jacksonville (Florida). Durante la Segunda Guerra Mundial, se mudó a Nueva York, donde trabajó como camarero en Harlem y conoció a Warren "Birdland" Suttles. A principios de 1946, decidieron formar un grupo vocal y reclutaron a Leonard "Zeke" Puzey, quien recientemente había ganado un concurso de talentos en el Teatro Apollo, y a Ollie Jones. Encontraron un mánager, Ben Bart, y un acompañante, Howard Biggs, e hicieron sus primeras grabaciones para el pequeño sello discográfico Hub de Bart. Se llamaron a sí mismos The Ravens (los cuervos) y así iniciaron una tendencia entre los grupos vocales de adoptar nombres de pájaros, grupos que más tarde se formaron como The Orioles, The Crows, The Larks, The Robins y The Penguins. Aunque el grupo estuvo fuertemente influenciado por Ink Spots, Delta Rhythm Boys y Mills Brothers, utilizaron la voz de bajo de Ricks, en lugar de un tenor más convencional, como líder en muchas de sus grabaciones, y esto se convirtió en su estilo característico. Su material también era más variado, incluyendo elementos de estilos pop, jazz, R&B y góspel .
Después de su sencillo inicial, "Honey", Jones dejó el grupo y fue reemplazado por Maithe Marshall. El contraste entre la voz de bajo de Ricks y el tenor de Marshall se volvió parte integral de su éxito. En 1947, The Ravens dejaron el sello Hub para unirse a National Records, y tuvieron éxitos inmediatos en lo que en ese momento se llamó la lista de "Billboard Hot R&B " con una versión de "Ol' Man River" (del musical Show Boat) y "Write Me A Letter", que subió al número 5 en la mencionada lista. Su racha de éxitos en lo que se conoció como la lista de R&B continuó hasta principios de 1950, con la formación básica de Ricks, Suttles, Puzey y Marshall permaneciendo juntos durante varios años. Su versión de "Count Every Star" (1950) se usó más tarde en la película Revolutionary Road. 
The Ravens popularizaron la voz de bajo, de modo que la voz de Ricks se convirtió en el estándar contra el cual se midió cada bajo de rhythm and blues de la siguiente generación. Aunque el grupo tuvo relativamente pocos éxitos en las listas, fueron populares en concierto, cobrando una tarifa de 2.000 dólares por noche. El grupo grabó para Columbia Records y su subsidiaria Okeh en 1950, antes de pasar al sello Mercury. En 1951, Marshall y Puzey dejaron el grupo. Joe Van Loan sustituyó a Marshall como tenor principal. El grupo tuvo su último éxito en la lista de R&B a fines de 1952, cuando "Rock Me All Night Long" subió al número 4, la posición más alta que alcanzó el grupo en su carrera.
En 1953 firmaron con el sello Jubilee, pero con el auge del rock and roll, su estilo se volvió cada vez más pasado de moda. Suttles dejó el grupo en 1954. Ricks lo hizo en 1956 para comenzar una carrera en solitario. Después de su partida, el grupo fue dirigido por Joe Van Loan, quien en un momento trajo a sus hermanos Paul y James, sin embargo, el grupo finalmente se disolvió en 1958.
Ricks grabó como cantante solista sin un éxito notable para varios sellos, incluido Atlantic, donde también grabó con LaVern Baker y Little Esther. En 1971, él y Suttles revivieron temporalmente a los Ravens, con Gregory Carroll y Jimmy Breedlove. En el momento de su muerte, a la edad de 49 años en 1974, era el vocalista principal Count Basie. Suttles, Puzey y Marshall también aparecieron juntos como los Ravens en 1974.
Los Ravens fueron incluidos en el Salón de la Fama del Grupo Vocal en 1998. En 2006, Suttles aceptó el premio Harlem Jazz & Music Festival 2006 Rhythm & Blues en nombre del grupo.

## Miembros del grupo

### Miembros originales
- Jimmy "Ricky" Ricks (James Thomas Ricks, 6 de agosto de 1924 - 2 de julio de 1974)[6] (miembro 1946-1956)
- Warren "Birdland" Suttles (20 de febrero de 1925 - 24 de julio de 2009)[7][8] (1946-1948, 1949-1950, 1952-1954)
- Leonard "Zeke" Puzey (20 de agosto de 1926 - 2 de octubre de 2007)[9] (1946-1951, 1953)
- Henry Oliver "Ollie" Jones (9 de diciembre de 1923 - 4 de octubre de 1990)[10] (1946-1947)

### Miembros posteriores
- Maithe Marshall [11] (1947–1951)
- Joe Medlin (1948)
- Richie Cannon (1948–1949)
- Louis Heyward (1950–1951)
- Austin Cromer
- Joe Van Loan[6] (1951–1958)
- Louis Frazier (1951–1952, 1954–1956)
- Jimmie Steward (1951–1956)
- Tommy Evans (1954, 1956)
- Willie Ray (1956–1957)
- Willis Sanders (1956–1957)
- Bob Kornegay (1956)
- David "Boots" Bowers (1956–1958)
- Paul Van Loan (1957)
- James Van Loan (1957)
- Aaron "Tex" Cornelius (1958)
- Grant Kitchings (1958)

### Pianistas
- Howard Biggs (1946-1949)
- Bill Sanford (1949-1957)
- Cámaras de Bill (1957-1958)

## Discografía

### Sencillos
| Año  | Título                         | US R&B |
| ---- | ------------------------------ | ------ |
| 1948 | "Be on Your Merry Way"         | 13     |
| 1948 | "Bye Bye Baby Blues"           | 8      |
| 1948 | "It's Too Soon to Know"        | 11     |
| 1948 | "Ol' Man River"                | 10     |
| 1948 | "Send for Me If You Need Me"   | 5      |
| 1948 | "Silent Night"                 | 8      |
| 1948 | "Write Me a Letter"            | 5      |
| 1949 | "Ricky's Blues"                | 8      |
| 1949 | "White Christmas"              | 9      |
| 1950 | "I Don't Have to Ride No More" | 9      |
| 1951 | "Honey I Don't Want You"       | –      |
| 1952 | "Rock Me All Night Long"       | 4      |